# Steve Azar
Steve Azar est un chanteur né le 11 avril 1964 dans le Mississippi.
Après être parti à Nashville pour poursuivre une carrière dans la musique, il sort son premier album Heartbreack Town, en 1996. Le single Someday a un succès modéré sur les statistiques du pays et Azar revint en 2001 avec I Don't Have to Be Me (Til Monday). Il s'est vu projeté dans le Top 40 en avril 2002 et a fait l'album Waitin' on Joe. Azar à depuis sorti deux albums avec des studios indépendants : Indianola en 2007 sur Dang/Ride ainsi que Slide on Over Here en 2009 avec Ride Records.